# Nelly Kaplan
Nelly Kaplan, nota anche con lo pseudonimo di Belen (Buenos Aires, 11 aprile 1931 – Ginevra, 12 novembre 2020), è stata una regista e scrittrice argentina naturalizzata francese.
Malgrado Nelly Kaplan non abbia mai partecipato direttamente ad attività collettive surrealiste, né sia mai stata membro effettivo del gruppo parigino, all'interno di esso ha coltivato molte amicizie. Soprattutto ha sempre definito il proprio lavoro in relazione al surrealismo, di cui costituisce parte integrante.

## Biografia
Nata in una famiglia di origini russo-ebraiche, la giovanissima Nelly Kaplan interrompe gli studi di economia presso l'Università di Buenos Aires per lasciare l'Argentina. Acquista infatti un biglietto di sola andata per la Francia, dove si trasferisce definitivamente senza tornare più nel Paese di origine, con cui non mantiene un vero legame. Kaplan si definisce soprattutto una regista francese in esilio volontario.
Appassionata di cinema fin da bambina, rappresenta a Parigi la Cineteca argentina in occasione di un congresso internazionale; inizialmente entra in contatto con l'industria cinematografica svolgendo umili lavoretti. Nel 1953 incontra Abel Gance e ne diviene l'assistente, collaborando alla realizzazione dei suoi ultimi quattro film: La Tour de Nesle (1955), Magirama (1955-61), Austerlitz (1960) e Cyrano et d'Artagnon (1964). Curiosamente Kaplan assume così il ruolo che Luis Buñuel aveva rifiutato nel 1928, in quanto Gance non è mai stato fra i registi preferiti dei surrealisti. Ciò potrebbe sembrare in conflitto con le tendenze surrealiste della regista, consolidate dall'incontro, nel 1956, con André Breton.
Tuttavia la posizione di Gance nel frattempo è radicalmente cambiata, e se nel 1928 gode nel cinema francese della massima considerazione, negli anni Cinquanta resta ormai una figura marginale. Inoltre il decennio come assistente di Gance consente a Kaplan di gettare le basi della sua futura carriera di regista, che con il surrealismo raffina invece le proprie armi intellettuali.
La frequentazione dei surrealisti, e in particolare di Soupault e Breton, non impedisce a Kaplan di manifestare il proprio spirito indipendente, e di impostare con gli esponenti del gruppo parigino relazioni paritarie e tutt'altro che tradizionalmente gerarchiche.
Kaplan difende con risolutezza il personale modo di esprimersi, malgrado l'industria cinematografica francese abbia dimostrato ostilità sia alla tradizione del cinema di qualità, cui la regista appartiene in seguito all'apprendistato con Gance, sia alla stessa tradizione surrealista.
Verso la metà degli anni Sessanta Kaplan utilizza per la prima volta lo pseudonimo di Belen per pubblicare una raccolta di brevi racconti erotici, intitolata Le Réservoir des sens, cui seguiranno altre opere in prosa.
L'utilizzo, se pur originale, di generi popolari nel cinema non fa ottenere a Kaplan larghi consensi di critica, né la regista riesce a creare un contatto genuino con il pubblico. Fra l'altro, in quanto donna, affronta il ruolo marginale in cui viene segregata nel contesto dell'industria cinematografica di dominio maschile. Ciononostante nel 2005 viene nominata Commendatore dell'Ordine delle arti e delle lettere.
Nelly Kaplan è morta in Svizzera il 12 novembre 2020, per complicazioni da Covid-19.

## Opere
Molti artisti e letterati, sulla scia delle avanguardie del primo dopoguerra, ricercano un'espressione estetica "rivoluzionaria" scegliendo di collaborare fra loro, e perseguono l'interartisticità oltrepassando i confini fra le diverse forme di arte e i mezzi espressivi. Surrealiste come Claude Cahun, Leonora Carrington, Leonor Fini, Frida Kahlo, Unica Zürn e altre tematizzano l'esperienza del confine quasi sistematicamente nei testi letterari, nelle fotografie, nei quadri, nei disegni. Tale esperienza del confine, spesso relegata a una cultura o a una lingua straniera, talvolta a un semplice stato di alterità, viene affrontata attraverso il nomadismo identitario e la prassi intermediale, ossia combinando due tipi di espressione artistica nella stessa opera: questo è proprio ciò che fa Nelly Kaplan, unendo scrittura e cinema, in particolare nel testo "ibrido", definito ciné-roman, Le collier de Ptyx (1971).
Nel varcare i confini, Kaplan è soprattutto trasgressiva. Attraverso l'umore folle e l'ironia, l'artista rende permeabili le frontiere fra realtà e finzione, fra il sé e l'Altro, e produce opere cinematografiche e letterarie transfrontaliere che arricchiscono e destabilizzano sia l'autrice che il fruitore. La sua produzione si situa all'incrocio fra due culture, fra due forme artistiche e i loro mezzi espressivi, fra diversi generi letterari, tutti accomunati, nell'atto della creazione, dal postulato dell'androginia. Philippe Soupault nella prefazione al Manifeste d'un art nouveau: la Polyvision (1955) scrive di lei:
(Philippe Soupault, Prefazione al Manifeste d'un art nouveau)

### Opere cinematografiche
Il primo film di Kaplan, Gustave Moreau, viene girato nel 1961 e presentato al Museo Gustave Moreau, dove spesso la regista incontra Breton, che abita nei pressi e cui appartiene la voce maschile fuori campo dello stesso film.
Seguono altri sei cortometraggi dedicati ad artisti: Rodolphe Bresdin (1962), À la source, la femme aimée (1964), Dessins et merveilles (1965), La Nouvelle Orangerie (1966), Les Années 25 (1966) e Le Regard Picasso (1969). 
Il suo primo lungometraggio, La Fiancée du pirate, risale al 1969. A differenza di quest'ultimo, il secondo lungometraggio Papa, les petits bateaux (1971) ottiene minore successo.
Il film successivo, Néa (1976), è l'unico adattamento di opere di altri autori. Si tratta infatti di una storia d'amore puramente surrealista, in minima parte basata sul romanzo Emmanuelle di Emmanuelle Arsan, ma soprattutto ispirata a La Sorcière, ossia la strega di Michelet, libro che la protagonista di Néa legge in diverse scene del film.
La caccia alle streghe e le condanne al rogo costituiscono il tema che percorre l'intero lavoro di Kaplan, e che fornisce uno stimolo al ruolo vendicativo assunto da molte delle sue protagoniste. In particolare La Fiancée du pirate è la storia di una sorta di Cenerentola che mostra una volontà di vendetta contro tutto ciò che è ignobile; la protagonista Marie rappresenta un elemento estraneo alla società in cui vive e nella quale non può mai inserirsi, facendone parte ma essendone esclusa allo stesso tempo.
Per attuare il proprio desiderio di vendetta, Marie inganna il villaggio sfruttando il potere della seduzione; attraverso il suo disprezzo per il denaro e per i beni terreni, la ragazza rappresenta un simbolo incorrotto dell'energia vitale che, una volta liberata, non può essere frenata dalle norme rigide della società. Kaplan mostra la stessa tendenza del pittore surrealista Clovis Trouille, autore di sprezzanti rappresentazioni dell'iconografia cristiana: come Trouille, Kaplan individua nella comunità cristiana l'autorità che sostiene e incoraggia la meschinità dello spirito del villaggio.
Il film Plaisir d'amour del 1991 è un'inversione della leggenda di Don Giovanni. Denso di riferimenti mitologici, offre anche un discreto omaggio a uno dei film surrealisti favoriti, The Most Dangerous Game, realizzato nel 1932 da Irving Pichel ed Ernest B. Schoedsack. Il film di Kaplan è ambientato in un'isola immaginaria, palesemente tratta dai dipinti di Henri Rousseau. La trama del film risponde alla convinzione surrealista che l'esistenza sia regolata da un ordine nascosto e inaccessibile; il ruolo delle coprotagoniste evoca sia la figura delle Parche, sia quella delle Furie. Inoltre il film interpreta in termini di relazioni di genere il concetto in cui Marx intendeva la libertà come emersione attraverso la presa di coscienza della necessità, concetto con il quale il surrealismo ha molte affinità. In Plaisir d'amour Kaplan segue la tendenza surrealista percorsa già da Marcel Duchamp con l'invenzione del personaggio di Rrose Sélavy, o da Claude Cahun con le trasformazioni di identità, per superare le differenze di genere approdando in un regno in cui è possibile essere maschi e femmine allo stesso tempo.
Plaisir d'amour rappresenta il film più complesso e tormentato di Kaplan, nel quale la regista sembra avvicinarsi a Buñuel. Infatti il tema richiama sia Quell'oscuro oggetto del desiderio, sia Él, e come quest'ultimo ha radici nel dramma spagnolo dell'età dell'oro, in cui le conseguenze dell'adesione rigida alle convenzioni sociali costituiscono un tema ricorrente. Tuttavia il film di Kaplan non ha molto successo di botteghino, né pare essere stato tradotto in inglese, malgrado la proposta di un Don Giovanni stanco, al limite del suicidio, sia stata utilizzata in seguito a Hollywood in Don Juan De Marco.

### Opere letterarie
I film di Kaplan sono strettamente collegati ai suoi scritti. Nella raccolta Le Réservoir des sens, pubblicato nel 1966 con edizioni successive nel 1988 e, ampliato, nel 1995, compare per la prima volta lo pseudonimo di Belen.
In realtà "Belen" è molto più di uno pseudonimo: rappresenta l'altra identità di Kaplan, che perfino recita al suo posto nel film Charles et Lucie del 1979. Kaplan utilizza lo pseudonimo anche per il romanzo Mémoires d'une liseuse de draps (1974), considerato il suo capolavoro letterario, e presentato come un'autobiografia della stessa Belen. Il volume contiene i temi che permeano l'intera opera sia letteraria che cinematografica di Kaplan: l'impegno alla libertà, intesa sia come libertà dei sensi che come libertà politica, ma anche come libertà di ribellione, libertà di non subire ignominie, e soprattutto libertà di sentire. Libertà non scontata, bensì ottenuta attraverso un processo di purificazione e di catarsi.
In Mémoires d'une liseuse de draps confluiscono due generi letterari, l'autobiografia e il Bildungsroman, con i quali la trama gioca sovvertendo i parametri narrativi. La protagonista, Belen, utilizza l'arma della seduzione come già Marie nel film La Fiancée du pirate. Nel libro, in particolare, gli uomini indeboliti e dominati dal desiderio sessuale soccombono, mentre la protagonista trionfa. La scrittura di Kaplan è marcata di erotismo trasgressivo, arricchito di riferimenti intertestuali alla tradizione, con frequenti citazioni letterarie imbevute di nuove allusioni erotiche. L'autrice ripercorre infatti i miti della cultura occidentale, compresi quelli glorificati dai surrealisti, per allontanarsene e avere migliore opportunità di ribaltarli. Ne derivano la censura e la successiva riedizione del volume con il nuovo titolo di Un Manteau de fou rire. Ciò suggerisce una doppia lettura che tiene conto sia delle sfide del surrealismo, che della riscrittura dei suoi valori etici ed estetici, in base ad una prospettiva comune a numerosi altri surrealisti. Tali aspetti sembrano testimoniare la longevità del surrealismo in riferimento al suo principale progetto estetico: cancellare la frontiera fra arte e vita, fra espressione artistica ed etica.
La riedizione del 1998 dimostra fin dalla scelta del nuovo titolo, dal quale scompare il riferimento alle mémoires, al ricordo, la volontà di allontanarsi dal genere autobiografico; la stessa autrice rinuncia allo pseudonimo. Le "scandalose" Memorie del 1974 non irritano più nella riedizione del 1998, perché i ricordi sono coperti da un "Manto di riso folle" e resi appetibili dalla carica erotico-rivoluzionaria e dalle numerose citazioni irriverenti e distorte. La narrazione cede inoltre il posto a frequenti riflessioni metalinguistiche. Come il linguaggio serve da catalizzatore di ricordi, così la rivolta è rivelatrice dell'io: le Mémoires si ispirano alle concezioni di rivendicazione politica e di liberazione della sessualità, capaci di condurre alla comprensione del proprio destino.
Dal 1991 Kaplan si dedica principalmente alla scrittura, non realizzando altri film dopo Plaisir d'amour. Su quest'ultimo tuttavia basa il romanzo Aux Orchidées sauvages del 1998. Dopo Un Manteau de fou rire (1998), esce il volume Ils furent une étrange comète (2002). Nel 2005 viene pubblicato il romanzo Cuisses de grenouille, con cui l'autrice prosegue l'esplorazione dell'emancipazione dei sensi sotto il segno di Eros e Thanatos. Molteplici sono i progetti cui Kaplan continua in seguito a lavorare.

## Nelly Kaplan e il surrealismo
Il grande effetto del surrealismo sulla generazione di registi francesi attivi subito dopo la seconda guerra mondiale si avverte anche in Nelly Kaplan, che è la prima surrealista direttrice della fotografia e l'unica regista donna collegata al surrealismo. Il suo lavoro solleva il dibattito complesso e controverso della posizione surrealista sul ruolo femminile. La maggior parte delle surrealiste, infatti, dimostra diffidenza nei confronti dell'ideologia femminista. Analogamente Kaplan nega ogni connessione al femminismo, e sottolinea che il proprio lavoro esiste al di là delle differenze di genere. Tuttavia la sua opera, non riducibile ai pur innegabili cenni di politica sessuale, viene considerata esemplare proprio dalla critica femminista delle relazioni sessuali nel contesto del surrealismo.
Il senso di vendetta che percorre i lavori di Kaplan, se pure è generalmente rivolto dalle donne agli uomini, non deriva principalmente dall'oppressione maschile sulle donne. Tale repressione è parte di un'oppressione più generalizzata delle possibilità dell'esistenza contro la quale l'opera di Kaplan è in costante protesta. Il vero obiettivo della richiesta surrealista di trasformazione si basa non sul calcolo razionale delle possibilità, bensì su di un salto nell'inesplorato, in zone sconosciute.
Kaplan si rivolge agli spettatori in tono intimo, nel tentativo non di convincerli bensì di entrare in confidenza con loro, di renderli complici. È proprio in questi termini che viene interpretato il suo legame con il surrealismo: il surrealismo di Kaplan è fondato sul senso di complicità che inizia con un incontro personale, ma si espande attraverso le affinità elettive di chi partecipa al suo modo di essere. In sintesi, Kaplan è surrealista soprattutto nella fede che ripone nella rivolta quale principio morale, la rivolta pura che ha la propria giustificazione indipendente sia dalle condizioni che l'hanno fatta sorgere, che dalle sue possibili conseguenze.

## Prosa

### Racconti e romanzi
- Le Réservoir des Sens, 1966, 19882 e 19953
- Le Collier de Ptyx, 1971
- Mémoires d'une liseuse de draps, 1974
- Aux Orchidées sauvages, roman, 1998
- Un manteau de fou rire, 1998
- Ils furent une étrange comète, 2002
- Cuisses de Grenouille, 2005
- Et Pandore en avait deux!, 2008

### Saggi sul cinema
- Manifeste d'un art nouveau: la Polyvision, 1955, con prefazione di Philippe Soupault
- Le Sunlight d'Austerlitz, journal d'un tournage, 1960
- Napoleon, 1994

## Filmografia

### Lungometraggi
- La Fiancée du pirate (1969)
- Papa, les petits bateaux (1971)
- Néa (1976)
- Charles et Lucie (1979)
- Abel Gance et son Napoléon (1983)
- Pattes de Velours (1985)
- Plaisir d'amour (1991)

### Cortometraggi
- Gustave Moreau (1961)
- Rodolphe Bresdin (1962)
- Abel Gance, hier et demain (1962)
- À la source, la femme aimée (1964)
- Dessins et merveilles (1965)
- La Nouvelle Orangerie (1966)
- Les Années 25 (1966)
- Le Regard Picasso (1967)[18][34]